# Gadiganur, Hospet
Gadiganur là một làng thuộc tehsil Hospet, huyện Bellary, bang Karnataka, Ấn Độ.